# Jonquières-Saint-Vincent
Jonquières-Saint-Vincent ist eine französische Gemeinde mit 3886 Einwohnern (Stand 1. Januar 2022) im Département Gard in der Region Okzitanien.

## Geografie
Jonquières-Saint-Vincent liegt 23 Kilometer südwestlich von Avignon, 18 Kilometer nordwestlich von Arles und 16 Kilometer östlich von Nîmes. Der Ort befindet sich westlich der Rhone.
Die Grenze zur Nachbargemeinde Redessan stellt ungefähr die sprachliche Grenze zwischen den Dialekten Provenzalisch und Languedokisch dar.
Die Nachbargemeinden von Jonquières-Saint-Vincent sind Meynes im Norden, Montfrin im Norden, Comps im Nordosten, Beaucaire im Osten und im Süden und Redessan im Westen.

## Etymologie
825 wurde der Ort unter dem Namen Juncariae erstmals erwähnt. Im frühen 13. Jahrhundert erschien er unter dem Namen Castrum Jonquieris 1789 erhielt die Gemeinde zunächst den Namen Vincent-du-Gard. Zwischen 1793 und 1801 hieß sie Jonquières, seit 1801 trägt sie ihren heutigen Namen. Dieser existierte lange Zeit in den Varianten Jonquières et Saint-Vincent, Jonquières-et-Saint-Vincent und Jonquières-Saint-Vincent. Seit dem 29. August 1960 trägt die Gemeinde endgültig den Namen Jonquières-Saint-Vincent.

## Geschichte
Die Region war ursprünglich von dichten Wäldern und Sümpfen bedeckt. Bereits aus der Altsteinzeit finden sich Spuren von Menschen. Werkzeuge aus der Zeit zwischen 25.000 und 10.000 vor Christus, die in der Niederung Campuget westlich des Bahnhofs von Jonquières-Saint-Vincent gefunden wurden, belegen die Anwesenheit des Menschen. Im Quartier des Lones, einem Viertel im Westen des Ortes, wurden ebenfalls solche Funde gemacht. 1961 wurden in einer Höhle drei Skelette und Gebrauchsgegenstände aus der Bronzezeit gefunden. Während der Römerzeit verliefen hier einige Handelswege, besonders in Ost-West-Richtung. Als Cäsar 47 vor Christus die sechste Legion bei Arles ansiedelte, brachten die Legionäre Kenntnisse über den Weinbau mit und förderten so die Weinproduktion. Nach dem Ende der Römerzeit herrschten die Westgoten in der Provence. Sie standen in Konflikt mit den Franken. Dennoch blieb der Friede in der Region bis ins 8. Jahrhundert weitgehend erhalten. Als die Mauren 711 den Süden Frankreichs überfielen, richteten sie in Jonquières-Saint-Vincent großen Schaden an. 734 gelang den Franken die Eroberung von Nîmes und so schafften sie wieder klare Herrschaftsverhältnisse in der Region. 1214 verlor Raimund VI., Graf von Toulouse, die Seigneurie an Simon de Montfort. Im April 1229 unterzeichnete der Graf von Toulouse, der mittlerweile wieder die Herrschaft innehatte, einen Vertrag, durch den die Seigneurie dem Königreich Frankreich zufiel. Im Mittelalter gab es eine kleine Festungsanlage, wo die Bewohner im Falle eines Krieges Schutz suchten. 1311 schenkte König Philipp IV. seinem Berater Guillaume de Nogaret die Burg von Jonquières, das Dorf Saint-Vincent sowie die Pfarrgemeinde Saint-Laurent. Aus dieser Zeit stammen unter anderem der 1953 zerstörte Grand Mas und ein Schloss, das bis ins 19. Jahrhundert existierte. Im Mittelalter spielten die Landwirtschaft und besonders der Weinbau eine wichtige Rolle. Der regionale Wein wurde 1590 vom Wissenschaftler Olivier de Serres erwähnt. Nach einem extremen Winter 1709 kam es zur Erneuerung der Rebstöcke, allerdings in geringerer Qualität. Seit der Revolution bilden Jonquières und Saint-Vincent eine Gemeinde. Im 19. Jahrhundert legte man die Sümpfe trocken und die Gemeinde fand Anschluss an die Eisenbahn (Linie La Grand-Combe–Beaucaire). 1903 erhielt die Gemeinde ihre heutige Mairie. Am 1. Juli 1909 wurde die Gemeinde an die Stromversorgung angeschlossen; 1933 erhielt die Mairie ein Telefon. 1924 entstand eine Winzergenossenschaft, 1934 eine Markthalle.

### Bevölkerungsentwicklung
| Jahr      | 1962 | 1968 | 1975 | 1982 | 1990 | 1999 | 2008 | 2017 |
| Einwohner | 1311 | 1445 | 1499 | 1825 | 2260 | 2745 | 3042 | 3779 |

## Kultur und Sehenswürdigkeiten
- Der Grand Mas, alter Hof aus dem 15. Jahrhundert, liegt im Ortszentrum
- Die Mairie (Rathaus) aus dem Jahr 1903
- Überreste zweier Mühlen von 1795
- Markthalle von 1934
- Lavoir (Waschhaus) aus dem Jahr 1896

### Via Domitia
Die Via Domitia war eine zwischen 120 und 118 vor Christus entstandene Römerstraße. Sie führte von den Alpen am Mittelmeer entlang bis zu den Pyrenäen und sollte als Verbindung zwischen dem neu eroberten römischen Territorium und der Hauptstadt Rom dienen. Vor allem Händler profitierten von der neuen Straße. Jede Meile war mit einem Miliarium gekennzeichnet, davon finden sich in Jonquières-Saint-Vincent noch zwei (sie befinden sich heute in der Kapelle Saint-Laurent). Sie stammen aus der Zeit des Kaisers Claudius und deuten auf eine Erneuerung der Straße während seiner Regierungszeit hin. Die Straße verläuft südlich des heutigen Ortes und durchquert die Gemeinde auf einer Länge von etwa fünf Kilometern.

### Kirchen

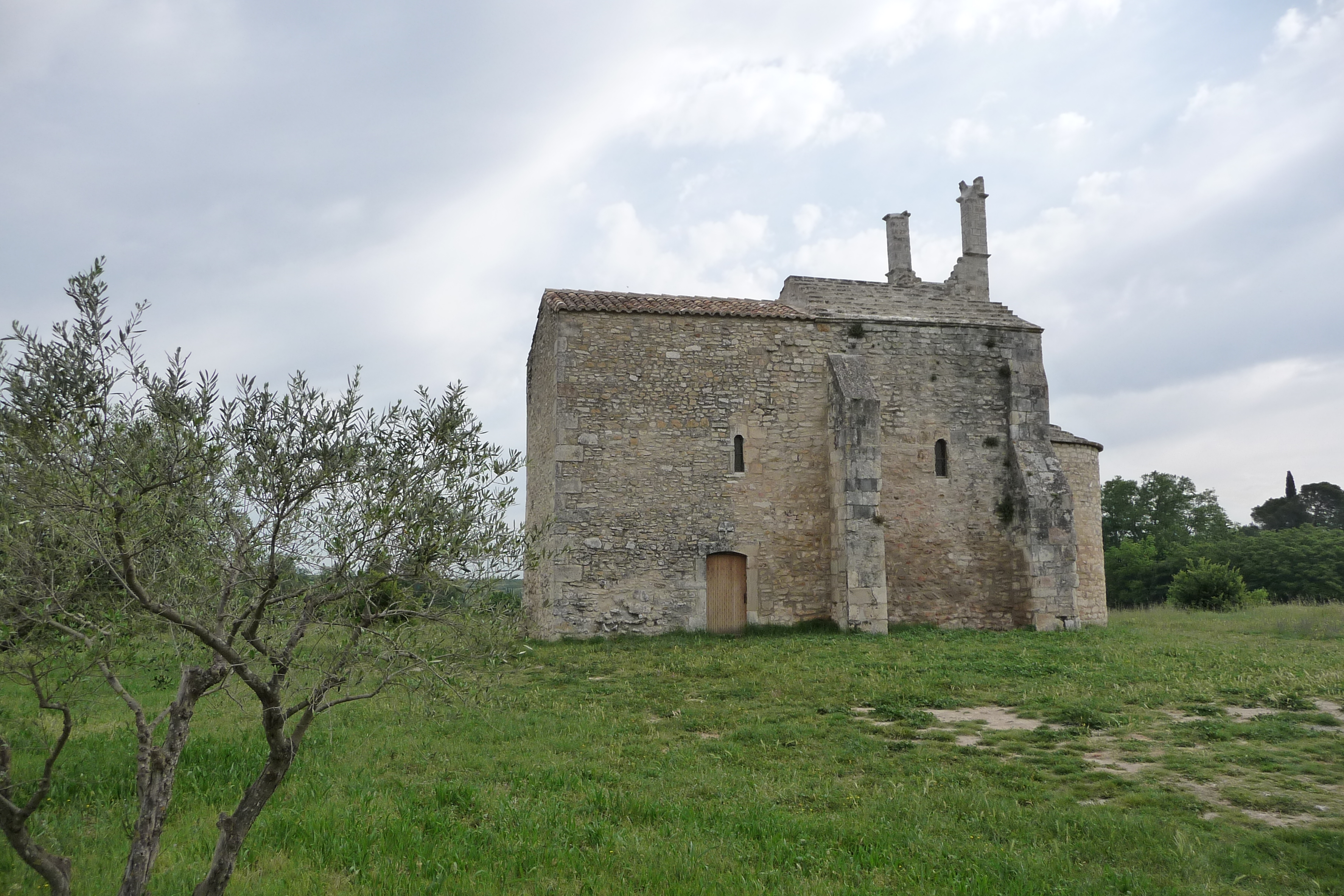
Saint-Laurent nahe Jonquières-Saint-Vincent

Lange Zeit war die Gemeinde sowohl vom Erzbistum Arles als auch vom Bistum Nîmes abhängig und war beiden gegenüber steuerlich verpflichtet.

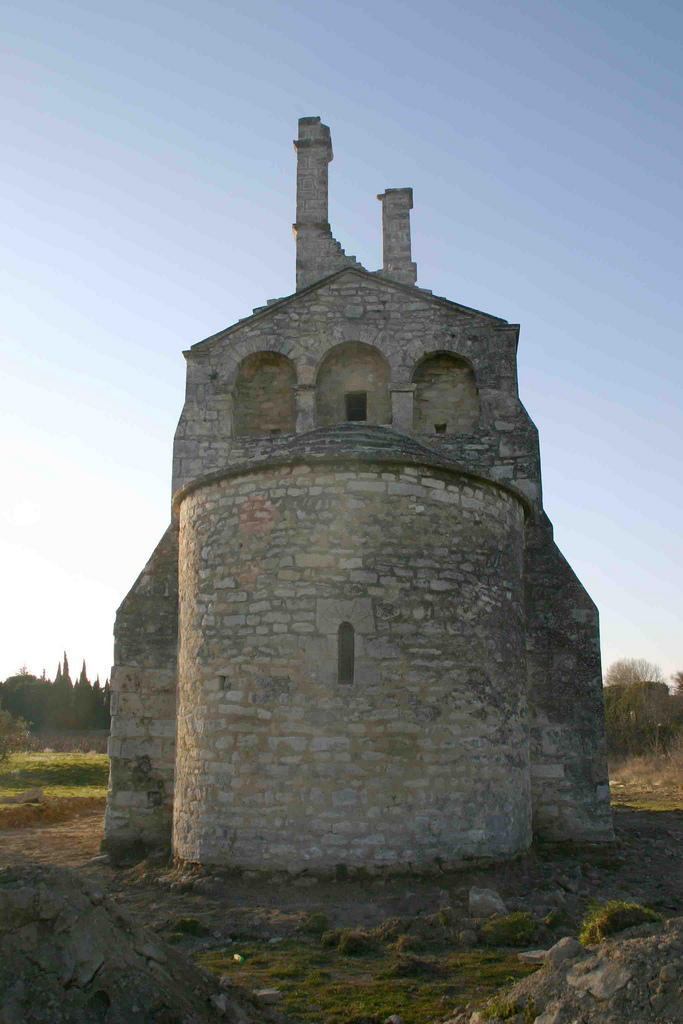
Die Ruine der Kapelle Saint-Laurent

Um das Jahr 1000 entstand die Kapelle Saint-Laurent als Pfarrkirche für das Dorf. Ihr Innenraum maß zwölf mal vier Meter. Im Chor der Kapelle befinden sich zwei römische Miliarien aus dem 1. Jahrhundert nach Christus. Nachdem der Weiler, wo sich die Kapelle befand, aufgegeben worden war, verfiel sie mit der Zeit. Dennoch wurden immer wieder Restaurierungen an ihr vorgenommen. 1818 übernahm der Pfarrer der Gemeinde die Verantwortung für Restaurierungsarbeiten an der Kapelle und der Hauptkirche Saint-Michel. Es kam jedoch zu Konflikten und schließlich zu einer Schlägerei, sodass der Pfarrer 1819 ersetzt werden musste. Erst 1821 erhielt die Gemeinde einen neuen Pfarrer. Die Kapelle Saint-Laurent ist seit dem 24. Dezember 1926 ein Monument historique. Sie entspricht dem karolingischen Baustil. Über der Apsis befinden sich im Dach drei Rundbögen. Der Hauptraum der Kirche besitzt vier kleine bogenförmige Fenster. In unmittelbarer Nähe zur Kapelle befindet sich das Kreuz des ehemaligen Friedhofs.
Die Kirche Saint-Michel wurde im 13. Jahrhundert außerhalb der Mauern des Dorfes errichtet. Möglicherweise folgte sie einem älteren Gebäude karolingischen Stils. Für die Menschen war die Kirche einfacher zu erreichen als die Kapelle Saint-Laurent und so wurde Saint-Michel schließlich zur Pfarrkirche. 1819 wurde die Kirche als zu klein befunden. Am 3. Juli 1844 begann man mit ihrem Abriss, um sie im September 1845 neu einzuweihen. Die aktuelle Kirche ist kreuzförmig angelegt. Fünf Fensterrosen lassen Licht in das Gebäude. Insgesamt befinden sich drei Altare in der Kirche, die Fassade wird von einem Giebel geziert. Der Uhrturm von Saint-Michel wurde 1995 renoviert.

## Städtepartnerschaft
Seit dem 12. Juli 1974 besteht eine Städtepartnerschaft zwischen den Gemeinden Jonquières-Saint-Vincent und Vezza d’Alba (Italien). Das Partnerschaftskomitee war am 8. September 1973 gegründet worden.